# Zapasy na Igrzyskach Panamerykańskich 1991
Zapasy na Igrzyskach Panamerykańskich 1991, odbywały się w dniu 6 sierpnia w Hawanie. W tabeli medalowej tryumfowali zapaśnicy z USA.

## Tabela medalowa
|   | Państwo           |    |    |    | Razem: |
| - | ----------------- | -- | -- | -- | ------ |
| 1 | Stany Zjednoczone | 11 | 4  | 5  | 20     |
| 2 | Kuba              | 9  | 6  | 4  | 19     |
| 3 | Kanada            | 0  | 2  | 6  | 10     |
| 4 | Meksyk            | 0  | 2  | 1  | 3      |
| 5 | Wenezuela         | 0  | 1  | 3  | 4      |
| 6 | Dominikana        | 0  | 1  | 1  | 2      |
| 7 | Argentyna         | 0  | 1  | 0  | 1      |
| 7 | Kolumbia          | 0  | 1  | 0  | 1      |
| 7 | Panama            | 0  | 1  | 0  | 1      |
| 7 | Portoryko         | 0  | 1  | 0  | 1      |
|   | razem:            | 20 | 20 | 20 | 60     |

## Wyniki

### W stylu klasycznym
| Waga   | złoty             | srebrny           | brązowy         |
| ------ | ----------------- | ----------------- | --------------- |
| 48 kg  | Mark Fuller       | Geovany Mato      | Jose A.Sabino   |
| 52 kg  | Raúl Martínez     | Ramón Meña        | Shawn Sheldon   |
| 57 kg  | Amadoris González | Víctor Capacho    | Frank Famiano   |
| 62 kg  | Juan Luis Marén   | Ike Anderson      | Winston Santos  |
| 68 kg  | Andy Seras        | Cecilio Rodríguez | Juan Mora       |
| 74 kg  | Abel Sarmiento    | David Butler      | Néstor García   |
| 82 kg  | Alfredo Linares   | Luis Rondón       | John Morgan     |
| 90 kg  | Randy Couture     | Reynaldo Peña     | Gregory Edgelow |
| 100 kg | Héctor Milián     | James Johnson     | John Matile     |
| 130 kg | Matt Ghaffari     | Wilfredo Pelayo   | Andy Borodow    |

### W stylu wolnym
| Waga   | złoty             | srebrny           | brązowy           |
| ------ | ----------------- | ----------------- | ----------------- |
| 48 kg  | Aldo Martínez     | Jose A.Sabino     | Tim Vanni         |
| 52 kg  | Carlos Varela     | Bernardo Olvera   | Zeke Jones        |
| 57 kg  | Brad Penrith      | Alejandro Puerto  | Robert Dawson     |
| 62 kg  | John Smith        | Anibál Nieves     | Lázaro Reinoso    |
| 68 kg  | Townsend Saunders | Daniel Navarrete  | José Alberto Díaz |
| 74 kg  | Kenny Monday      | Felipe Guzmán     | Alberto Rodríguez |
| 82 kg  | Kevin Jackson     | Orlando Hernández | David Hohl        |
| 90 kg  | Roberto Limonta   | Chris Campbell    | Gregory Edgelow   |
| 100 kg | Mark Coleman      | John Matile       | Ángel Anaya       |
| 130 kg | Bruce Baumgartner | Andy Borodow      | Cándido Mesa      |